# Nem tetszem neked
Nem tetszem neked – pierwszy i jedyny album węgierskiego synthpopowego zespołu 5let, wydany w 1993 roku przez wytwórnię Kadencia na MC. Nagrań dokonano w Utópia Stúdió. Album został zremasterowany i wznowiony w 2006 roku na CD przez tę samą wytwórnię.
Album zajął 32 miejsce na węgierskiej liście przebojów.

## Lista utworów
Źródło: discogs.com
1. „Nem tetszem neked” (4:54)
2. „Pannónia” (3:43)
3. „Az igazság vándora” (4:13)
4. „Utolsó szűz” (3:35)
5. „Alvajáró” (4:52)
6. „Stand a Way” (4:10)
7. „Listen” (4:06)
8. „Ne tétovázz” (5:20)
9. „Felfelé törünk” (3:49)

## Skład zespołu
Źródło: discogs.com
- András Móré – instrumenty klawiszowe, wokal wspierający
- Zsolt Horváth – instrumenty klawiszowe
- Miklós Csabankó – wokal
- Nóra Mick – wokal (gościnnie – 7)